# John Galliano
John Galliano, född Juan Carlos Antonio Galliano-Guillén den 28 november 1960 i Gibraltar, är en brittisk modedesigner, tidigare för modehuset Dior. Galliano är även designer för det egna märket, vilket bär hans namn. Han designar kläder för såväl kvinnor, män och barn.
Galliano blandar ofta färger, spetsar, kantband, siden, sammet och smycken i sina kreationer. Hans kläder kan också bestå av andra element, som exempelvis gasmasker vilka bars av de manliga modellerna på uppvisningen inför sommarsäsongen 2007. Vid uppvisningen bar vissa av modellerna gasmasken över ansiktet medan en del fick ha något som liknade en gasmask över de nedre regionerna. Dessutom hade en hel del av modellerna tända cigaretter eller cigarrer i händerna.

## Antisemitiska uttalanden
Galliano avskedades från sitt uppdrag på Dior i början av mars 2011, då det avslöjades att han i berusat tillstånd hävt ur sig antisemitiska förolämpningar ("- Jag älskar Hitler!") och förintelsen mot ett par. Åklagarkammaren i Paris väckte senare åtal. Galliano dömdes sedan till 6000 euro i böter för det antisemitiska uppträdandet.